# James Vincent
James Michael Vincent (* 27. September 1989 in Glossop) ist ein englischer Fußballspieler, der beim FC Hereford spielt.

## Karriere
James Vincent begann seine Karriere als Achtjähriger bei Stockport County. In der Rückserie der Saison 2007/08 gab er sein Profidebüt in der vierten Liga in England gegen den FC Brentford. Im November 2008 gelang ihm gegen Yeovil Town im FA Cup sein erster Treffer in seiner noch jungen Laufbahn. Mit den Hatters stieg er am Ende der Saison 2007/08 in die League One auf. Nach der Aufnahme eines Insolvenzverfahrens des Vereins in der Spielzeit 2008/09 folgte ein Jahr später als Tabellenletzter der Abstieg. Im Juni 2011 verließ er den weiterhin finanziell angeschlagenen Verein und wechselte zu den Kidderminster Harriers in die National League. Nach zwei Jahren wechselte der 23-jährige Vincent nach Schottland zu Inverness Caledonian Thistle. Für die Caley Jags erzielte er beim 2:1 im schottischen Pokalfinale von 2015 gegen den FC Falkirk den Treffer zum Sieg. Ein Jahr zuvor verlor er mit dem Verein aus den Highlands das Finale im Ligapokal gegen den FC Aberdeen. In der Sommerpause 2016 wechselte er zum FC Dundee.

## Erfolge
mit Inverness Caledonian Thistle:
- Schottischer Pokalsieger: 2015